# Noemi Steuer
Noemi Steuer (geboren am 15. Januar 1957 in Basel; gestorben am 14. Juli 2020 ebenda) war eine Schweizer Schauspielerin und Ethnologin.

## Leben
Nach Abschluss ihrer schulischen Ausbildung in Basel, studierte Noemi Steuer von 1976 bis 1979 an der Schauspielakademie in Zürich, wobei sie parallel hierzu bei einem Zirkus arbeitete. Es folgten Theaterengagements in Zürich, Essen, Basel, Wuppertal, Tübingen, Bonn und Kiel bevor sie von 1988 bis 1991 mit der Figur der Helga Aufschrey eine der Hauptrollen, in Edgar Reitz’ 13-teiligem Film Die zweite Heimat – Chronik einer Jugend übernahm. Sie stellte dabei eine Lehrerstochter aus Dülmen / Westfalen auf ihrem Lebensweg von der Münchner Literaturstudentin und romantische Gedichte verfassenden Lyrikerin, über ein Mitglied der APO in den Terrorismus dar. Edgar Reitz sagte nach ihrem Tod über sie: „Noemi war eine besonders wichtige und für mich inspirierende Mitarbeiterin, die an der dargestellten Figur und deren Geschichte einen großen Anteil hatte.“ Nach der Arbeit mit Reitz folgten weitere Beschäftigungen an diversen Film- und Fernsehproduktionen bis 2002, darunter von 1994 bis 1996 die der Hanna Uhlenhorst in der Fernsehserie Freunde fürs Leben an der Seite von Michael Lesch (Heimat – Eine deutsche Chronik) und Alexander May (Die zweite Heimat – Chronik einer Jugend, Film 11 bis 13).
Noch während ihrer Betätigung als Schauspielerin studierte Noemi Steuer an der Universität zu Köln Afrikanologie und legte dort ihren Bachelor ab. Ihre Studien fortsetzend wechselte sie an die Universität Basel, wo sie den Masterstudiengang Soziale Anthropologie belegte (1997 bis 2002). Ihre Masterarbeit (Une maladie qu'on appelle sida à la radio) befasste sich mit AIDS-Diskursen in Mali. Das NADEL (NADEL - Center for Development and Cooperation) absolvierte sie im Vorfeld und als Vorbereitung für ihr langjähriges Mitwirken im Stiftungsrat des IAMANEH Schweiz. HIV-AIDS war auch das zentrale Thema ihrer 2011 vor dem Institut für Soziale Anthropologie der Philosophisch-Historischen Fakultät der Universität Basel abgelegten Promotion. Nachfolgend war Steuer als senior teacher am Zentrum für Afrikastudien der Universität Basel tätig. Als Koordinatorin, Initiatorin und Mitwirkende begleitete sie diverse Projekte. So koordinierte sie von 2013 bis 2018 das Forschungsprojekt: Construire son avenir: Selbstverständnis und Laufbahnpraktiken von Jungdiplomierten in Burkina Faso und Mali und leitete das Kommunikationsprojekt Longing for the Future, das sich mit den Lebenskonzepten und Zukunftsvorstellungen junger Menschen befasste. Ihr letztes Projekt war Ideas, eine Kooperation zwischen der Universität Basel und der Université Catholique de l’Afrique de l’Ouest zu Fragen des Studentenaustauschs zwischen Afrika und der Schweiz.
Steuer war zudem bei der Etablierung und wissenschaftlichen Begleitung von Theaterprojekten in Teilen Afrikas und als Vizepräsidentin von IAMANEH (International Association für Maternal and Neonatal Health) engagiert.
Aus ihrer Zusammenarbeit mit Peter Weiß, Lena Lessing, Frank Röth und László I. Kish in Die zweite Heimat resultierte eine bis zu ihrem Tod bestehende Freundschaft. Der von Kish im Auftrag des Bundesamtes für Migration der Schweiz gedrehte Kurzfilm Wo Milch und Honig fließen (2008) hatte die Arbeit Steuers und ihres Ehemannes, des Regisseurs Clemens Bechtel in Mali zum Inhalt. In Mali engagierte sich Steuer mit Theaterprojekten, die die Migration und AIDS in den Fokus stellten. Kish erstellte weitere Kurzfilme zur Thematik, an denen Steuer als Sprecherin mitwirkte, so z. B. ASLAD - Die gute Sache oder Maschen für Mali.
Noemi Steuer starb nach kurzer schwerer Erkrankung.

## Filmografie

### Spielfilme und Fernsehfilme
- 1981 Völlerei oder Inselfest (Todsünde 4; Junges Mädchen)
- 1992 Die zweite Heimat – Chronik einer Jugend (gedreht 1988 bis 1991; Helga Aufschrey)

2. Zwei fremde Augen (Juan, 1960/61)
3. Eifersucht und Stolz (Evelyne, 1961)
4. Ansgars Tod (Ansgar, 1961/62)
5. Das Spiel mit der Freiheit (Helga, 1962)
6. Kennedys Kinder (Alex, 1963)
7. Weihnachtswölfe (Clarissa, 1963)
8. Die Hochzeit (Schnüßchen, 1964)
9. Die ewige Tochter (Fräulein Cerphal, 1965)
10. Das Ende der Zukunft (Reinhard, 1966)
11. Die Zeit des Schweigens (Rob, 1967/68)
12. Die Zeit der vielen Worte (Stefan, 1968/69)
13. Kunst oder Leben (Hermann und Clarissa, 1970)
- 1992 Kinder der Landstrasse (Andrina Kessel)
- 1993 Gänsehaut (Kurzfilm) Regie und Drehbuch: László I. Kish, Darsteller: Frank Röth
- 1999 Die Rache der Carola Waas (Jutta)
- 2000 Das Mädchen aus der Fremde (Frau Kistler)
- 2001 Spital in Angst (Oberschwester Eva)
- 2002 SwissLove (Juliette)
- 2006 Heimat-Fragmente: Die Frauen (Helga Aufschrey - Archivmaterial)
- 2019 800 Mal Einsam – Ein Tag mit dem Filmemacher Edgar Reitz (Archivmaterial)

### Fernsehserien und -reihen
- 1994–1996 Freunde fürs Leben (Hanna Uhlenhorst, 20 Folgen)
- 1998 Für alle Fälle Stefanie (Folge: Große Kinder, kleine Kinder; Frau Nitschke)
- 1998 Stadtklinik (Folge: Der Pfarrer; Katrin Schmelzer)
- 1998 Tatort: Streng geheimer Auftrag (Julia Reinhardt)
- 1999 Tatort: Alp-Traum

## Hörspiele (Auswahl)
- 1971: Gertrud Lendorff: Vor hundert Jahren 5 (Elisabeth Sternenberger) – Regie: Helli Stehle (Hörspielreihe – SRF)
- 1989: Friedrich Glauser: Der Chinese (Dienstmädchen) – Regie: Martin Bopp (Hörspielbearbeitung, Kriminalhörspiel – DRS/SWF)
- 1990: Friedrich Glauser: Die Fieberkurve (2 Teile) (Marie Cleman) – Regie: Martin Bopp (Hörspielbearbeitung, Kriminalhörspiel – DRS/SWF)
- 1991: Urs Widmer: S Kind wo-n-i gsi bi (Frau Doktor) – Regie: Stephan Heilmann (Original-Hörspiel, Mundarthörspiel – DRS)
- 1991: Hans Hausmann: Oh Tannenbaum...! Ein Weihnachts-Syndrom (Verkäuferin) – Regie: Martin Bopp (Originalhörspiel – DRS)
- 1995: Robert Walser: Kleines Theater des Lebens – Regie: Christian Jauslin (Hörspielbearbeitung – DRS)

## Schriften (Auswahl)
- Krankheit und Ehre. Über HIV und soziale Anerkennung in Mali (Dissertation Universität Basel), Transcript, Bielefeld 2012, ISBN 978-3-8376-2126-6
- mit Michelle Engeler und Elisio Macamo: Dealing with Elusive Futures. University Graduates in Urban Africa, Transcript, Bielefeld 2017, ISBN 978-3-8376-3949-0
- als Hrsg. mit Willemijn de Jong, Manfred Perlik und Heinzpeter Znoj: Claudia Roth († 2013): Urban Dreams. Transformations of Family Life in Burkina Faso, Berghahn, New York 2018, ISBN 978-1-78533-376-7